# Timon és Pumbaa nagy lakomája
A Timon és Pumbaa nagy lakomája (eredeti cím: Dining Out with Timon & Pumbaa) 1997-ben megjelent amerikai rajzfilm, amelyet Timon és Pumbaa című rajzfilmsorozat részeiből állították össze.

## Szereplők
| Szereplő        | Eredeti hang                          | Magyar hang                                                   | Magyar hang                                                |
| Szereplő        | Eredeti hang                          | Intercom, 1997                                                | RTL Klub, 2004                                             |
| --------------- | ------------------------------------- | ------------------------------------------------------------- | ---------------------------------------------------------- |
| Timon           | Nathan Lane Quinton Flynn Kevin Schon | Vincze Gábor Péter                                            | Vincze Gábor Péter                                         |
| Pumbaa          | Ernie Sabella                         | Melis Gábor Bálint István (ének)                              | Melis Gábor                                                |
| Quint           | Corey Burton                          | Gáti Oszkár                                                   | Koroknay Géza                                              |
| Villám (Speedy) | Corey Burton                          | Bács Ferenc                                                   | Forgács Gábor                                              |
| Fronk           | Corey Burton                          | Szűcs Sándor                                                  | Seszták Szabolcs                                           |
| Frieda          | April Winchell                        | Orosz Helga                                                   | Zsigmond Tamara                                            |
| Boris bácsi     | Jim Cummings                          | Kránitz Lajos                                                 | Szersén Gyula                                              |
| Anyasas         | Joycee Katz                           | Halász Aranka                                                 | Halász Aranka                                              |
| Büdi és társai  | Jess Harnell                          | Kautzky Armand Zalán János Csík Csaba Krisztián Sztarenki Pál | Fekete Zoltán Galbenisz Tomasz Morassi László Szűcs Sándor |
| Kövér pók       | Frank Welker                          | Imre István                                                   | Kassai Károly                                              |

## Rajzfilm összeállítás
| # | Cím                                                        | Forgatókönyvet írta | Zenét szerezte                 | Forrás |
| - | ---------------------------------------------------------- | ------------------- | ------------------------------ | ------ |
| 1 | Sülve-főve (Intercom) Francia sültkrumpli (RTL Klub)       | Kevin Campbell      | Tony Craig és Roberts Gannaway | [ 2 ]  |
| 2 | Orosz rosi (Intercom) Ha sürget a piruett (RTL Klub)       | Mirith J. Colao     | Jeff DeGrandis                 | [ 3 ]  |
| 3 | Óramű-vész (Intercom) Svájci hajcihő (RTL Klub)            | Mirith J. Colao     | Tony Craig és Roberts Gannaway | [ 4 ]  |
| 4 | Csőbe húzva (Intercom) A Kilimandzsáró ó-madara (RTL Klub) | Darrel Campbell     | Rob LaDuca                     | [ 5 ]  |
| 5 | Panda-banda (Intercom) A kínai kínjai (RTL Klub)           | Roberts Gannaway    | Tony Craig és Roberts Gannaway | [ 6 ]  |
| 6 | Hegyi fagyi (Intercom) Sziklás hazugság (RTL Klub)         | Roberts Gannaway    | Jeff DeGrandis                 | [ 7 ]  |

## Betétdal
| Magyar                 | Magyar                           | Angol               | Angol                     |
| Dal                    | Előadó                           | Dal                 | Előadó                    |
| ---------------------- | -------------------------------- | ------------------- | ------------------------- |
| Nyammi, nyammi, nyammi | Bálint István Vincze Gábor Péter | Yummy, Yummy, Yummy | Ernie Sabella Kevin Schon |